# Список поставок вантажів підводними човнами під час блокади Мальти (1940-1942)

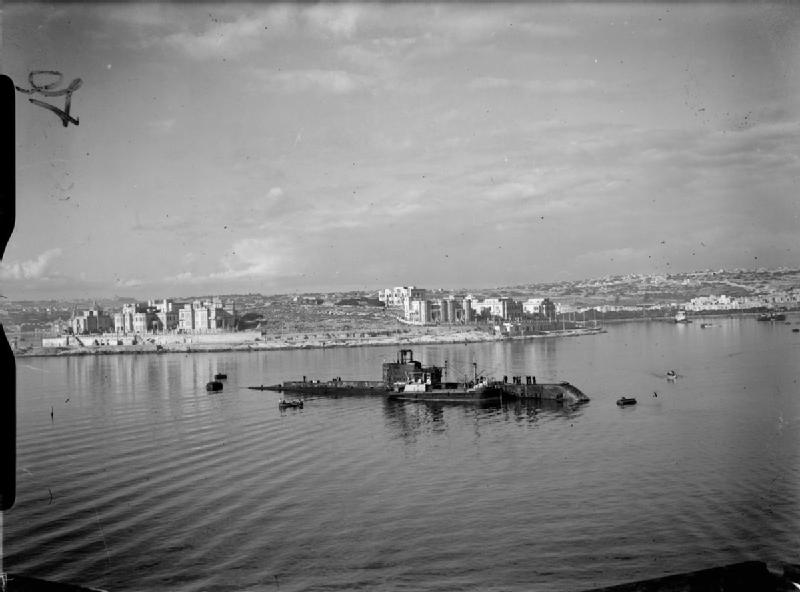
Британський підводний човен HMS «Олімпус» типу «Одін» отримує вантажі у Великій гавані Валлетти. Мальта. Грудень 1941

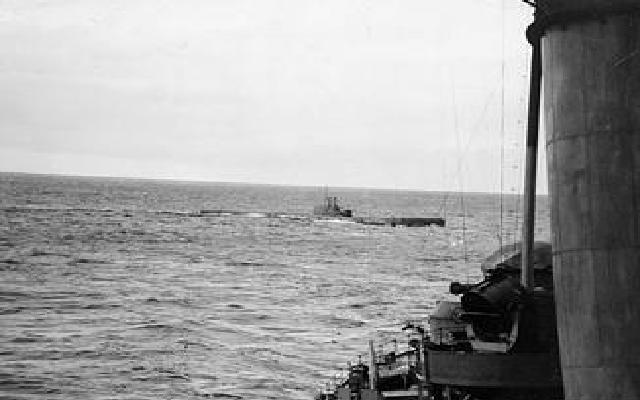
Британський океанський підводний човен «Клайд» типу «Рівер» у відкритому морі на дозаправці. 30 січня 1942

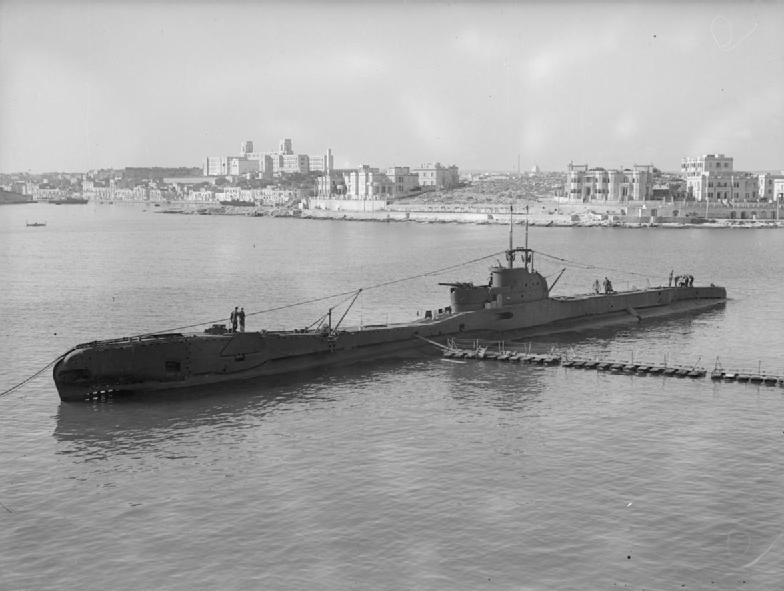
Британський підводний човен «Таку» типу «T» у Великій гавані Валлетти. 1943

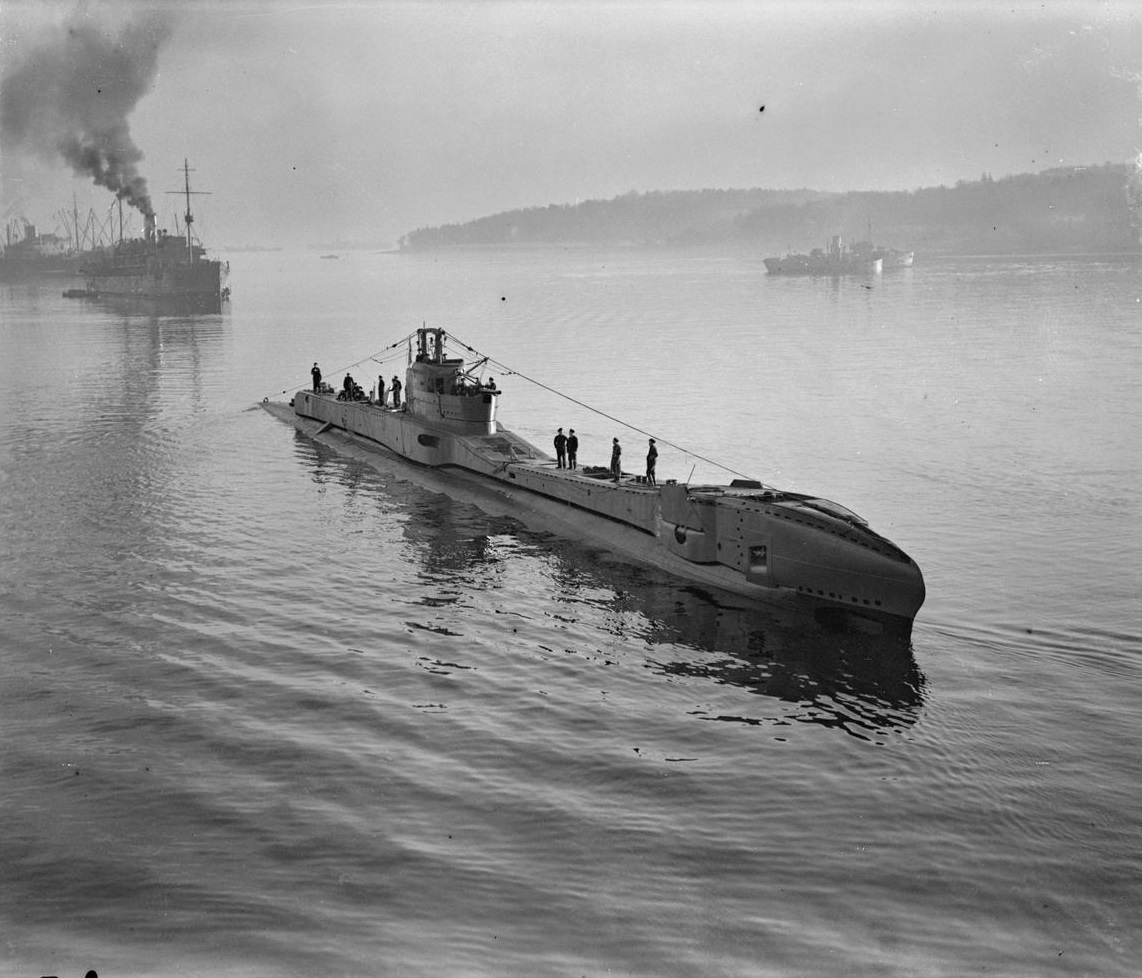
Британський підводний човен «Тандерболт» типу «T» на якірній стоянці в бухті. 1940

Постачання вантажів підводними човнами під час блокади Мальти — низка заходів, що проводилася військово-морськими силами Великої Британії та інших флотів західних союзників з метою забезпечення підводними човнами обложеного британського острову Мальта за часів Другої світової війни.

## Історія
З початку воєнних дій з Італією, британському командуванню стало ясно, що постачання Мальти надводними кораблями буде небезпечним, й потребуватиме великих сил за участю бойових кораблів, як З'єднання Н у Гібралтарі, так і Середземноморського флоту в Александрії. З кожної з перелічених баз, перехід торговельних суден на відстань близько 1 000 миль тривав чотири дні, з яких значна частка проводилася в денний час, поза межами британського прикриття з повітря та в радіусі досяжності авіації противника з італійських авіабаз.
Досвід проведення конвоїв наочно проілюстрував небезпеку таких заходів, а з появою німецької авіації на Середземному морі організація поставок необхідного вантажу іншим шляхом стала вкрай необхідною. Реалізація таких ризикованих задач могла виконуватися швидкохідними кораблями або шляхом використання підводних човнів.
Безліч переходів на обложений острів було здійснено підводними човнами, що базувалися на Гібралтарі, Мальті і Александрії на підтримку конвойних операцій на Мальту.
Всі підводні човни що прямували безпосередньо на Мальту або проходили на шляху до Александрії, безсумнівно, перевезли максимум необхідних речей для захисту острова. Однак, через малі розміри даного типу воєнних кораблів, дуже мало могло бути привезене для мешканців острова.
Як наслідок, більш застарілі човні, або ті, що більше не вважалися придатними для оперативного обслуговування, були зняті з патрулювання та спрямовані на виконання задач з доставки найбільш важливих вантажів, що ризиковано було відправляти на Мальту надводними кораблями. Ці підводні човни зазнавали певних змін у конструкційному обладнанні: з них демонтувалися зайві прилади, батареї, озброєння та звільнювалося максимум простору для майна. Зайвий баласт також знімався, а на прикладі човнів «Клайд», «Олімпус» та «Партіан», були навіть розширені люки в корпусі, щоб полегшити завантаження великогабаритних предметів, що доставлялися на острів. У такому імпровізованому вигляді, човни були здатні тільки на перехід до і з острова зі спроможностями вступати в бій у крайньому випадку, через обмеження, що виникали з розміщенням вантажів, пасажирів і зменшенням автономності дії під водою.
Великі підводні човни-постановники мін були, у зв'язку з їх конструкційними особливостями, здатні функціювати як перевізники вантажів без істотних змін, хоча зазвичай вони були позбавлені більшості бойових можливостей під час переходу. Умонтовані на зовнішньої палубі надбудови для розміщення морських мін зовні міцного корпусу використовувалися для перевезення значного об'єму палива і вантажів у герметичній упаковці. Так, у червні 1942, на підводному мінному загороджувачі «Попос», демонтували значну частину акумуляторних батарей, щоб розмістити 14 тонн міді і 4 тонн вантажу; в такому стані човен провів багато переходів без помітних проблем.

### Список поставок вантажів підводними човнами
| Список поставок вантажів підводними човнами під час блокади Мальти (1940–1942) | Список поставок вантажів підводними човнами під час блокади Мальти (1940–1942) | Список поставок вантажів підводними човнами під час блокади Мальти (1940–1942) | Список поставок вантажів підводними човнами під час блокади Мальти (1940–1942) | Список поставок вантажів підводними човнами під час блокади Мальти (1940–1942) | Список поставок вантажів підводними човнами під час блокади Мальти (1940–1942) | Список поставок вантажів підводними човнами під час блокади Мальти (1940–1942) | Список поставок вантажів підводними човнами під час блокади Мальти (1940–1942)                                                 |
| №                                                                              | Підводний човен                                                                | Дата відплиття                                                                 | Дата прибуття                                                                  | Маршрут                                                                        | Вантаж | Пасажири                                                                       | Примітки |
| 1940                                                                           | 1940                                                                           | 1940                                                                           | 1940                                                                           | 1940                                                                           | 1940 | 1940                                                                           | 1940 |
| ------------------------------------------------------------------------------ | ------------------------------------------------------------------------------ | ------------------------------------------------------------------------------ | ------------------------------------------------------------------------------ | ------------------------------------------------------------------------------ | --- | ------------------------------------------------------------------------------ | --- |
| 1                                                                              | «Пандора»                                                                      | 31 липня                                                                       | 6 серпня                                                                       | Гібралтар-Мальта                                                               | комплекти інструментів і 11 тонн запасних частин для винищувачів «Харрікейн», боєприпаси до 0,303 калібру зброї та 102 мішками пошти | 13 чоловік наземного персоналу Королівських ВПС                                | винищувачі перелетіли 2 серпня під час операції «Харрі» з авіаносця «Аргус» перший випадок підтримки Мальти підводними човнами |
| 2                                                                              | «Протеус»                                                                      | 1 серпня                                                                       | 8 серпня                                                                       | Гібралтар-Мальта                                                               | запасні частини, інструменти та обладнання для літаків, інші матеріали та пошту | 12 членів наземного персоналу ВПС                                              | — |
| 3                                                                              | «Осіріс»                                                                       | 4 серпня                                                                       | 25 серпня                                                                      | Александрія-Мальта                                                             | — | —                                                                              | ймовірна поставка вантажів |
| 1941                                                                           |                                                                                |                                                                                |                                                                                |                                                                                | |                                                                                | |
| 4                                                                              | «Кашалот»                                                                      | 8 травня                                                                       | 15 травня                                                                      | Александрія-Мальта                                                             | 11 040 галонів авіаційного гасу, близько 30 пасажирів, 16 тонн «спеціальних запасів» | —                                                                              | — |
| 5                                                                              | «Регент»                                                                       | 13 травня                                                                      | 18 травня                                                                      | Мальта-Гібралтар                                                               | — | —                                                                              | ймовірна поставка вантажів |
| 6                                                                              | «Кашалот»                                                                      | 16 травня                                                                      | 22 травня                                                                      | Мальта-Александрія                                                             | — | —                                                                              | ймовірна поставка вантажів |
| 7                                                                              | «Олімпус»                                                                      | 21 травня                                                                      | 28 травня                                                                      | Мальта-Гібралтар                                                               | — | —                                                                              | даних патрулювання немає |
| 8                                                                              | «Роквол»                                                                       | 3 червня                                                                       | 12 червня                                                                      | Александрія-Мальта                                                             | 15 тонн авіаційного гасу в цистернах плюс 1 478 каністр (13 302 галонів) авіаційного бензину, 45 тонн гасу, 2 тонн медичного майна, 147 мішків пошти, 2 мотки дроту | 24 пасажири                                                                    | — |
| 9                                                                              | «Регент»                                                                       | 7 червня                                                                       | 16 червня                                                                      | Гібралтар-Мальта                                                               | — | —                                                                              | ймовірна поставка вантажів |
| 10                                                                             | «Роквол»                                                                       | 12 червня                                                                      | 22 червня                                                                      | Мальта-Александрія                                                             | 4 тони вибухівки, 100 пострілів 4-дюймових осколкових снарядів, 10 тонн майна, 130 тюків пошти; 2,5 тони вантажу для ВМС, 30 комплектів речового майна для матросів флоту | 17 пасажирів                                                                   | також деталі для рульового пристрою на судно SS Essex, що перебувало на ремонті в доку Александрії                             |
| 11                                                                             | «Кашалот»                                                                      | 12 червня                                                                      | 28 червня                                                                      | Александрія-Мальта                                                             | 44 тони (12 429 галонів) авіаційного гасу в каністрах, 5 тонн запасних інструментів та майна | 25 пасажирів                                                                   | 21 числа підводний мінний загороджувач вийшов у зворотньому напрямку, з 20 тоннами вантажу та 15 пасажирами                    |
| 12                                                                             | «Трешер»                                                                       | 22 червня                                                                      | 29 червня                                                                      | Александрія-Мальта                                                             | невелика партія майна та матеріалів | —                                                                              | — |
| 13                                                                             | «Осіріс»                                                                       | 25 червня                                                                      | 3 липня                                                                        | Гібралтар-Мальта                                                               | паливо, запасні частини та пошта | —                                                                              | обсяг невідомий |
| 14                                                                             | «Роквол»                                                                       | 22 червня                                                                      | 2 липня                                                                        | Александрія-Мальта                                                             | 64 тони авіагасу, 47 тонн гасу, 7 тонн майна, в тому числі 90 тюків пошти, 2 гребних гвинти на підводні човни | 21 пасажир                                                                     | — |
| 15                                                                             | «Кашалот»                                                                      | 9 липня                                                                        | 16 липня                                                                       | Александрія-Мальта                                                             | паливо (обсяг невідомий), 5 тонн збезводнених овочів та інше майно | —                                                                              | — |
| 16                                                                             | «Роквол»                                                                       | 12 липня                                                                       | 20 липня                                                                       | Мальта-Александрія                                                             | 1 гребний гвинт, 40 ящиків 4,5-дюймових боєприпасів, 40 тюків пошти, запасний форштевень на легкий крейсер «Ковентрі», 48 ящиків майна для кораблів, майно ВПС та інженерне майно, 60 запасних коробів для авіаційних кулеметів | 18 пасажирів                                                                   | — |
| 17                                                                             | «Отус»                                                                         | 12 липня                                                                       | 20 липня                                                                       | Гібралтар-Мальта                                                               | 70 тонн авіагасу, авіаційне майно | —                                                                              | — |
| 18                                                                             | «Кашалот»                                                                      | 28 липня                                                                       | †                                                                              | Мальта-Александрія                                                             | 17 тонн пошти та 16 тонн майна | 10 пасажирів                                                                   | потоплений італійським есмінцем 30 липня 1941                                                                                  |
| 19                                                                             | «Партіан»                                                                      | 8 липня                                                                        | 30 липня                                                                       | Александрія-Мальта                                                             | майно та гас | —                                                                              | обсяг невідомий |
| 20                                                                             | «Талісман»                                                                     | 29 липня                                                                       | 5 серпня                                                                       | Гібралтар-Мальта                                                               | 5 500 галонів авіагасу | —                                                                              | — |
| 21                                                                             | «Роквол»                                                                       | 31 липня                                                                       | 12 серпня                                                                      | Александрія-Мальта                                                             | 18 180 галонів авіагасу, 12 275 галонів гасу, 7 тонн майна, 2 тони пошти | 20 пасажирів                                                                   | — |
| 22                                                                             | «Осіріс»                                                                       | 7 серпня                                                                       | 15 серпня                                                                      | Александрія-Мальта                                                             | 21 760 галонів авіагасу, 11 000 галонів гасу, 5,5 тонн майна, 101 тюк пошти | 19 пасажирів                                                                   | — |
| 23                                                                             | «Отус»                                                                         | 13 серпня                                                                      | 20 серпня                                                                      | Александрія-Мальта                                                             | 21 760 галонів авіагасу, 10 800 галонів гасу, 6,5 тонн медичного майна, 0,5 тонн армійського майна, 1 генератор на субмарину, 12 к-тів запасних частин на підводні човни типу «U», 90 мішків пошти | 18 пасажирів з майном                                                          | — |
| 24                                                                             | «Тандерболт»                                                                   | 1 серпня                                                                       | 8 серпня                                                                       | Гібралтар-Мальта                                                               | авіаційний гас, запасні частини та майно | —                                                                              | — |
| 25                                                                             | «Тандерболт»                                                                   | 15 серпня                                                                      | 21 серпня                                                                      | Александрія-Мальта                                                             | 25 000 галонів гасу | —                                                                              | — |
| 26                                                                             | «Таку»                                                                         | 13 серпня                                                                      | 21 серпня                                                                      | Александрія-Мальта                                                             | гас | —                                                                              | обсяг невідомий |
| 27                                                                             | «Отус»                                                                         | 1 вересня                                                                      | 11 вересня                                                                     | Мальта-Александрія                                                             | 2,5 тони 4,5-дюймових боєприпасів, 1,75 тони 6-дюймових боєприпасів, 0,5 тонн майна ВМС, 1,5 тони майна ВПС, 28 тюків з поштою | 15 пасажирів                                                                   | — |
| 28                                                                             | «Осіріс»                                                                       | 5 вересня                                                                      | 12 вересня                                                                     | Мальта-Александрія                                                             | 8,5 тонн майна | 12 пасажирів                                                                   | — |
| 29                                                                             | «Протеус»                                                                      | 14 вересня                                                                     | 22 вересня                                                                     | Гібралтар-Мальта                                                               | авіаційний гас, запасні частини та майно | —                                                                              | обсяг невідомий |
| 30                                                                             | «Попос»                                                                        | 11 жовтня                                                                      | 17 жовтня                                                                      | Гібралтар-Мальта                                                               | запасні частини та майно | пасажири                                                                       | обсяг невідомий |
| 31                                                                             | «Тетрарх»                                                                      | 18 жовтня                                                                      | 24 жовтня                                                                      | Александрія-Мальта                                                             | майно | —                                                                              | обсяг невідомий |
| 32                                                                             | «Попос»                                                                        | 20 жовтня                                                                      | 26 жовтня                                                                      | Мальта-Александрія                                                             | майно | пасажири                                                                       | обсяг невідомий |
| 33                                                                             | «Отус»                                                                         | 20 жовтня                                                                      | 26 жовтня                                                                      | Александрія-Мальта                                                             | майно | пасажири                                                                       | даних немає |
| 34                                                                             | «Тетрарх»                                                                      | 26 жовтня                                                                      | †                                                                              | Мальта-Гібралтар                                                               | — | 5 пасажирів                                                                    | підірвався на мінному полі наприкінці жовтня 1941                                                                              |
| 35                                                                             | «Попос»                                                                        | 3 листопада                                                                    | 9 листопада                                                                    | Александрія-Мальта                                                             | майно ВМС, запасні частини, гас | —                                                                              | — |
| 36                                                                             | «Регент»                                                                       | 7 листопада                                                                    | 13 листопада                                                                   | Александрія-Мальта                                                             | 29 000 галонів гасу, 6 18-дюймових торпед, запасні частини та майно | —                                                                              | — |
| 37                                                                             | «Регент»                                                                       | 15 листопада                                                                   | ? листопада                                                                    | Мальта-Гібралтар                                                               | — | пасажири, серед яких 11-річний хлопчик                                         | — |
| 38                                                                             | «Олімпус»                                                                      | 24 листопада                                                                   | 30 листопада                                                                   | Гібралтар-Мальта                                                               | авіагас, запасні матеріали, майно | пасажири                                                                       | 3 грудня вийшов з Мальти у зворотньому напрямку, прибув до цілі 10 числа, ймовірно з пасажирами та вантажем                    |
| 39                                                                             | «Олімпус»                                                                      | 15 грудня                                                                      | 21 грудня                                                                      | Гібралтар-Мальта                                                               | авіагас, торпеди, пошта, майно | пасажири                                                                       | 26 грудня вийшов у зворотньому напрямку, прибув на місце 3 січня 1942, з пасажирами та вантажем                                |
| 1942                                                                           |                                                                                |                                                                                |                                                                                |                                                                                | |                                                                                | |
| 40                                                                             | «Турбулент»                                                                    | 27 січня                                                                       | 2 лютого                                                                       | Гібралтар-Мальта                                                               | майно, пошта | —                                                                              | — |
| 41                                                                             | «Темпест»                                                                      | 1 лютого                                                                       | 8 лютого                                                                       | Гібралтар-Мальта                                                               | майно | пасажири                                                                       | — |
| 42                                                                             | «Олімпус»                                                                      | 12 лютого                                                                      | 20 лютого                                                                      | Гібралтар-Мальта                                                               | — | —                                                                              | даних немає |
| 43                                                                             | «Олімпус»                                                                      | 22 лютого                                                                      | 1 березня                                                                      | Мальта-Гібралтар                                                               | — | пасажири                                                                       | точних даних немає |
| 44                                                                             | «Тандерболт»                                                                   | 1 березня                                                                      | 7 березня                                                                      | Александрія-Мальта                                                             | 16 000 галонів гасу, майно, запасні частини, 10 торпед Mk 8 | —                                                                              | — |
| 45                                                                             | «Попос»                                                                        | 3 березня                                                                      | 9 березня                                                                      | Александрія-Мальта                                                             | авіагас, майно, запасні частини | пасажири                                                                       | — |
| 46                                                                             | «Попос»                                                                        | 12 березня                                                                     | 19 березня                                                                     | Мальта-Александрія                                                             | майно, запасні частини | пасажири                                                                       | — |
| 47                                                                             | «Олімпус»                                                                      | 12 березня                                                                     | 20 березня                                                                     | Гібралтар-Мальта                                                               | авіагас, торпеди, запасні частини | —                                                                              | — |
| 48                                                                             | «Олімпус»                                                                      | 22 березня                                                                     | 29 березня                                                                     | Мальта-Гібралтар                                                               | майно | пасажири                                                                       | — |
| 49                                                                             | «Пандора»                                                                      | 23 березня                                                                     | 31 березня                                                                     | Гібралтар-Мальта                                                               | торпеди, гас, бензин та запасні матеріали | 3 пасажири                                                                     | — |
| 50                                                                             | «Клайд»                                                                        | 10 квітня                                                                      | 16 квітня                                                                      | Гібралтар-Мальта                                                               | 44 тони майна, 88 тонн авіаційного гасу, 40 тонн гасу, 9 тонн 18-дюймових торпед, 4 тони 21-дюймових торпед в контейнерах та 3 тони пошти | —                                                                              | — |
| 51                                                                             | «Клайд»                                                                        | 21 квітня                                                                      | 26 квітня                                                                      | Мальта-Гібралтар                                                               | 13 тонн міді як баласт, 1 тонна пошти, 9 тонн майна та речей | 47 пасажирів з «Пенелопи»                                                      | — |
| 52                                                                             | «Олімпус»                                                                      | 25 квітня                                                                      | 3 травня                                                                       | Гібралтар-Мальта                                                               | авіагас, майно | —                                                                              | — |
| 53                                                                             | «Попос»                                                                        | 18 квітня                                                                      | 25 квітня                                                                      | Александрія-Мальта                                                             | авіагас, 46 тонн авіаційних боєприпасів, 100 тюків пошти, збезводнені овочі: в цілому 160 тонн вантажу | пасажири                                                                       | — |
| 54                                                                             | «Попос»                                                                        | 29 квітня                                                                      | 5 травня                                                                       | Мальта-Александрія                                                             | — | —                                                                              | — |
| 55                                                                             | Грецький ПЧ «Трітон»                                                           | 1 травня                                                                       | 10 травня                                                                      | Александрія-Мальта                                                             | 13 тонн гасу, 3/4 тони майна | 11 пасажирів                                                                   | — |
| 56                                                                             | «Олімпус»                                                                      | 8 травня                                                                       | †                                                                              | Мальта-Александрія                                                             | — | —                                                                              | Загинув на мінному полі того ж дня; 86 загиблих, у тому числі пасажири ПЧ                                                      |
| 57                                                                             | Грецький ПЧ «Трітон»                                                           | 11 травня                                                                      | 21 травня                                                                      | Мальта-Александрія                                                             | 2 тони вантажів | 26 пасажирів                                                                   | — |
| 58                                                                             | «Попос»                                                                        | 27 травня                                                                      | 1 червня                                                                       | Александрія-Мальта                                                             | гас та авіаційні боєприпаси | —                                                                              | — |
| 59                                                                             | «Клайд»                                                                        | 30 травня                                                                      | 8 червня                                                                       | Гібралтар-Мальта                                                               | 105 тонн дизельного палива, 4 730 фунтів морського майна та запасних частин, у тому числі генератор на ПЧ, 4 293 димових генераторів вагою 65,5 тон, 3 278 фунтів провізії, 7 651 фунтів майна Військово-торговельної служби Великої Британії, 114 тюків пошти, 532 фунта майна на підводні човни, 1 430 фунтів медичного майна, 4 481 фунт армійського майна, 8 тонн мастильних матеріалів | 10 пасажирів                                                                   | — |
| 60                                                                             | «Попос»                                                                        | 7 червня                                                                       | 25 червня                                                                      | Мальта-Александрія                                                             | 14 тонн міді, як баласт, 4 тонни майна | —                                                                              | — |
| 61                                                                             | «Клайд»                                                                        | 12 червня                                                                      | 20 червня                                                                      | Мальта-Гібралтар                                                               | 46 тюків пошти, 8 тонн майна ВПС, 20 тонн брусків міді, як баласт, 2 тонни багажу | 47 пасажирів                                                                   | — |
| 62                                                                             | «Партіан»                                                                      | 8 липня                                                                        | 18 липня                                                                       | Гібралтар-Мальта                                                               | 10 900 галонів авіагасу, 25 тонн 4,7-дюймових снарядів, 32 тонни 4,7-дюймового кордиту, 6 тонн мила, 1 тонна порошкового молока, 500 галонів оливкової олії, 3 тонни механізмів зачищення від мін, 0,5 тонн валюти, 10,75 тонн різного майна, 7,5 тонн 20-мм боєприпасів та 13 авіаційних торпед | —                                                                              | — |
| 63                                                                             | «Клайд»                                                                        | 20 липня                                                                       | 29 липня                                                                       | Гібралтар-Мальта                                                               | 88 тонн авіагасу, 40 тонн гасу, 7 тонн мінометних мін, 5,5 тонн радарного обладнання, 10 тонн оливкової олії, 3 тонни майна Військово-торговельної служби Великої Британії, 11 торпед Mk 8, 6 тонн 20-мм боєприпасів, 11 тонн майна ВМС, 4 тонни запасних деталей на підводні човни, 1,5 тонни багажу та 0,5 тонн пошти | 5 пасажирів                                                                    | — |
| 64                                                                             | «Отус»                                                                         | 27 липня                                                                       | 7 серпня                                                                       | Хайфа-Мальта                                                                   | авіагас, запасні частини та майно, сухе молоко, 20-мм боєприпаси, 6 18-дюймових та 8 21-дюймових торпед | —                                                                              | — |
| 65                                                                             | «Клайд»                                                                        | 1 серпня                                                                       | 9 серпня                                                                       | Мальта-Гібралтар                                                               | 18 тонн свинцю, 3 тонни запасних частин, багаж | 49 пасажирів                                                                   | — |
| 66                                                                             | «Партіан»                                                                      | 2 серпня                                                                       | 10 серпня                                                                      | Мальта-Гібралтар                                                               | — | 44 пасажири (у тому числі 34 британські командос)                              | — |
| 67                                                                             | «Роквол»                                                                       | 14 серпня                                                                      | 23 серпня                                                                      | Гібралтар-Мальта                                                               | 48 тонн авіагасу, запасні частини та інструмент для підводних човнів, майно та пошта для 10-ї флотилії ПЧ | —                                                                              | — |
| 68                                                                             | «Клайд»                                                                        | 22 серпня                                                                      | 30 серпня                                                                      | Гібралтар-Мальта                                                               | 36,5 тонн порошкового молока, 8,3 тонни 20-мм боєприпасів, 1 тонна морського майна, 0,3 тонни NAAFI, 1 тонна медмайна, 2 тонни різного вантажу, 12 18-дюймових торпед, 6 торпед Mk 8, 34 тонни дизеля, 8 тонн змащувальних матеріалів, 88 тонн авіагасу, 0,5 тонни пошти | —                                                                              | — |
| 69                                                                             | «Роквол»                                                                       | 26 серпня                                                                      | 7 вересня                                                                      | Мальта-Бейрут                                                                  | майно | пасажири                                                                       | — |
| 70                                                                             | «Клайд»                                                                        | 3 вересня                                                                      | 10 вересня                                                                     | Мальта-Гібралтар                                                               | 10 тонн свинцевого баласту, 7 тонн багажу, 0,5 тонни пошти | 51 пасажир (26 офіцерів, 25 старшин та матросів)                               | — |
| 71                                                                             | «Протеус»                                                                      | 13 вересня                                                                     | 22 вересня                                                                     | Бейрут-Мальта                                                                  | 13 торпед Mk 8, 5 18-дюймових торпед, різне обладнання для ПЧ, 28 тонн дизеля | —                                                                              | — |
| 72                                                                             | «Роквол»                                                                       | 24 вересня                                                                     | 3 жовтня                                                                       | Бейрут-Мальта                                                                  | 45 тонн авіагасу, 11 торпед Mk 8, 8 18-дюймових торпед, 5 тонн сухих овочів, 1,5 тонни карбіду, пошта, консервовані продукти, майно для ВПС | —                                                                              | — |
| 73                                                                             | «Партіан»                                                                      | 26 вересня                                                                     | 3 жовтня                                                                       | Гібралтар-Мальта                                                               | 16 400 галонів дизельного палива для підводних човнів, 2 300 галонів змащувальних масел, 8 21-дюймових торпед та 4 тонни майна NAAFI | —                                                                              | — |
| 74                                                                             | «Попос»                                                                        | 28 вересня                                                                     | 7 жовтня                                                                       | Хайфа-Мальта                                                                   | 65 тонн авіагасу, 8 тонн пошти, комплекти мінного обладнання та торпеди для патрулювання | —                                                                              | — |
| 75                                                                             | «Клайд»                                                                        | 29 вересня                                                                     | 6 жовтня                                                                       | Гібралтар-Мальта                                                               | 14 18-дюймових торпед, 6 21-дюймових торпед, 2,5 тонни запасних частин до мінно-торпедного озброєння,5 тонн майна РАО, 7,5 тонн майна ВМС, 3,7 тонн майна ВПС, 3 тонни 20-мм боєприпасів, 5,8 тонн армійського майна, 5,2 тонни запасних частин до підводних човнів, 3 тонни майна Військово-торговельної служби Великої Британії, 243 тюки пошти, 116 тюків з таємною документацією, 88 тонн авіаційного гасу, 40 тонн гасу, 8 тонн змащувальних масел, 85 упаковок грошових банкнот, 2 пропелери на підводні човни типу S, запасний двигун на ПЧ | 1 пасажир                                                                      | — |
| 76                                                                             | «Роквол»                                                                       | 4 жовтня                                                                       | 12 жовтня                                                                      | Мальта-Бейрут                                                                  | — | —                                                                              | — |
| 77                                                                             | «Партіан»                                                                      | 5 жовтня                                                                       | 13 жовтня                                                                      | Мальта-Бейрут                                                                  | 7 361 фунт майна офіцерів флоту, 100 [гамак]ів, 12 упаковок сигнальних ракет, запасні частини на підводні човни типу O, P та R | 14 пасажирів, 1 такса!                                                         | — |
| 78                                                                             | «Клайд»                                                                        | 8 жовтня                                                                       | 16 жовтня                                                                      | Мальта-Бейрут                                                                  | 4,5 тонни запасних частин, 10 тонн міді, як баласт | 17 пасажирів з майном                                                          | — |
| 79                                                                             | «Попос»                                                                        | 10 жовтня                                                                      | 20 жовтня                                                                      | Мальта-Бейрут                                                                  | порожні контейнери під паливо | —                                                                              | — |
| 80                                                                             | «Сарацин»                                                                      | 11 жовтня                                                                      | 19 жовтня                                                                      | Гібралтар-Мальта                                                               | вантажі в ємностях та тарі | —                                                                              | — |
| 81                                                                             | «Роквол»                                                                       | 22 жовтня                                                                      | 30 жовтня                                                                      | Бейрут-Мальта                                                                  | 12 21-дюймових торпед, 8 18-дюймових торпед, 50 тонн авіагасу, 10 тонн збезводнених овочів, 20 тонн дизеля, різнорідне майно ВПС, шкіряні вироби та карбід | —                                                                              | — |
| 82                                                                             | «Партіан»                                                                      | 26 жовтня                                                                      | 2 листопада                                                                    | Бейрут-Мальта                                                                  | 5 18-дюймових торпед, 5 тонн збезводнених овочів, 3 000 галонів дизеля, 80 мішків пошти | 6 пасажирів                                                                    | — |
| 83                                                                             | «Клайд»                                                                        | 27 жовтня                                                                      | 3 листопада                                                                    | Бейрут-Мальта                                                                  | 13 18-дюймових торпед, 8 21-дюймових торпед, 3,5 тонни запасних матеріалів, 12 тонн майна ВМС, 11 тонн майна ВПС, 4,7 тонн майна NAAFI, 2,5 тонни армійського майна, 4,5 тонни боєприпасів до винищувачів «Спітфайр», 4,5 тонни збезводнених овочів, 88 тонн авіаційного гасу, 34 тонни дизеля, 9 тонн змащувальних масел. | 7 пасажирів                                                                    | — |
| 84                                                                             | «Попос»                                                                        | 29 жовтня                                                                      | 6 листопада                                                                    | Бейрут-Мальта                                                                  | авіаційний гас, запасні частини, пошта | —                                                                              | — |
| 85                                                                             | «Клайд»                                                                        | 9 листопада                                                                    | 16 листопада                                                                   | Мальта-Гібралтар                                                               | 6 тонн майна ВМС, 1,5 тонни запасних деталей до торпед, 10 тонн свинцевих брусків | 34 пасажири                                                                    | — |
| 86                                                                             | «Трешер»                                                                       | 14 листопада                                                                   | 22 листопада                                                                   | Бейрут-Мальта                                                                  | авіаційний гас, запасні частини | пасажири                                                                       | даних немає |
| 87                                                                             | «Тревеллер»                                                                    | 14 листопада                                                                   | 23 листопада                                                                   | Бейрут-Мальта                                                                  | авіаційний гас, запасні частини | пасажири                                                                       | даних немає |
| 88                                                                             | «Роквол»                                                                       | 25 листопада                                                                   | 2 грудня                                                                       | Хайфа-Мальта                                                                   | авіаційний гас, запасні частини, пошта | —                                                                              | даних немає |